# Cuito Cuanavale
Cuito Cuanavale (d. sz. 15° 10' 0", k.h. 19° 11' 0") az Afrika délnyugati részén fekvő Angolai Köztársaság Cuando-Cubango tartományában található kisváros és község. Ismertsége az angolai polgárháborúhoz kötődik. A Cuito Cuanavale-i csatát sokan az az afrikai sztálingrádi csatának tartják.

## Jellemzői
Cuito Cuanavale Cuando-Cubango tartományban, a Cuito folyó partján található és egyike a jelentősebb tartományi városoknak. 2008-ban vonzáskörzete 35 610 km² volt, amelyhez 94 737 lakos tartozott (maga a város jóval kevesebb lakossal rendelkezik). Menongue-tól való távolsága megközelítőleg 170 kilométer. A tartomány éghajlata jellemzően trópusi, magaslati vagy száraz, félsivatagi. Cuito Cuanavale az utóbbi kategóriába tartozik bele. Saját repülőtérrel rendelkezik, amely körülbelül 1,8 kilométerre található a várostól.

## Története
A település melletti folyó eleinte Ntiengo néven volt ismeretes, amely a helyi bennszülött nyelven Hippotragus-t (egy antilopfajt) jelent. A későbbiekben ezt az elnevezést használták magára a településre is. A város történetének legjelentősebb eseménye a Cuito Cuanavale-i csata, amely az angolai polgárháborúhoz kötődik. Az összecsapás 1987 decemberétől 1988 márciusáig tartott. Résztvevői a FAPLA (MPLA), a Szovjetunió, a SWAPO és Kuba, valamint ellenfeleik a FALA (UNITA) és a Dél-afrikai Köztársaság voltak. A várost az előbbiek kívánták megtartani az utóbbiakkal szemben. Mivel a szembenálló erők képtelenek voltak győzelmet aratni, a felek kénytelenek voltak tárgyalásokat kezdeni egymással. Végül a szovjetek, a dél-afrikaiak és a kubaiak is győzelemre hivatkoztak, majd kihátráltak Angolából. Így elmondható, hogy a csata a polgárháború fordulópontjának bizonyult. Kétségtelen, hogy ez volt a legnagyobb szárazföldi összecsapás Afrikában a második világháború óta. Sokan, köztük Isaac Saney is Sztálingrádhoz hasonlítják a Cuito Cuanavale-i harcok jelentőségét. Az apartheid ellen küzdők állítása szerint ez a csata jelentősen hozzájárult a dél-afrikai rendszer bukásához és a független Namíbia megszületéséhez.
A város a függetlenségi harc helyszíneként 2017 óta a világörökség javaslati listáján szerepel.